# Ducat de Montmorency
El ducat de Montmorency fou el nom de dues jurisdiccions feudals de França diferenciades:
- La senyoria de Montmorency a la Val-d'Oise, fou elevada a ducat el 1551, i després de la seva extinció en línia masculina fou recreat el 1633 per als Borbó-Condé. El 1689 el tercer duc de Montmorency de la casa de Borb-Conde va fer canviar el nom del ducat a Enghien, nom que la població de Montmorency va mantenir fins a 1830.

- Després d'aquest canvi el duc de Beaufort, que era l'hereu mascle de la casa de Montmorency, fou autoritzat a canviar el nom del ducat de Beaufort en ducat de Montmorency, sense pairia. El títol es va extingir el 1764, però fou recuperat en favor d'una altra branca dels Montmorency. Es va extingir el 1862, però el títol fou recuperat per tercer cop el 1864 a favor de la casa de Talleyrand-Périgord fins que es va extingir el 1951.

- Vegeu ducat d'Enghien
- Vegeu ducat de Beaufort